# Districtul Ouamri
Ouamri este un district din provincia Médéa, Algeria.